# Подорожник (рід)

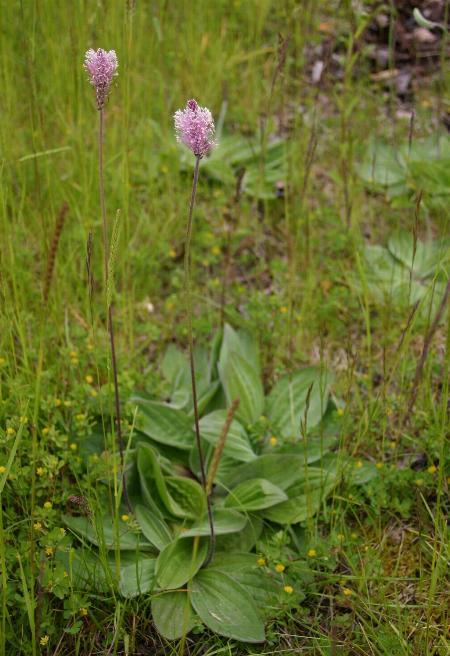
Подорожник середній

Подоро́жник (Plantágo), діал. ба́бка — рід одно- та багаторічних трав, рідше напівчагарників родини подорожникові (Plantaginaceae). Нараховує більше як 200 видів, поширених по всій земній кулі; деякі з них вважаються бур'янами.

## Назва
Різні народи давали цій рослині практично однакову назву. Наукова назва походить від поєднання грецького слова «ступня» з коренем слова «йти слідом». Завезені в Америку колоністами, тому північноамериканські індіанці називали його «слід білого».

## Поширення

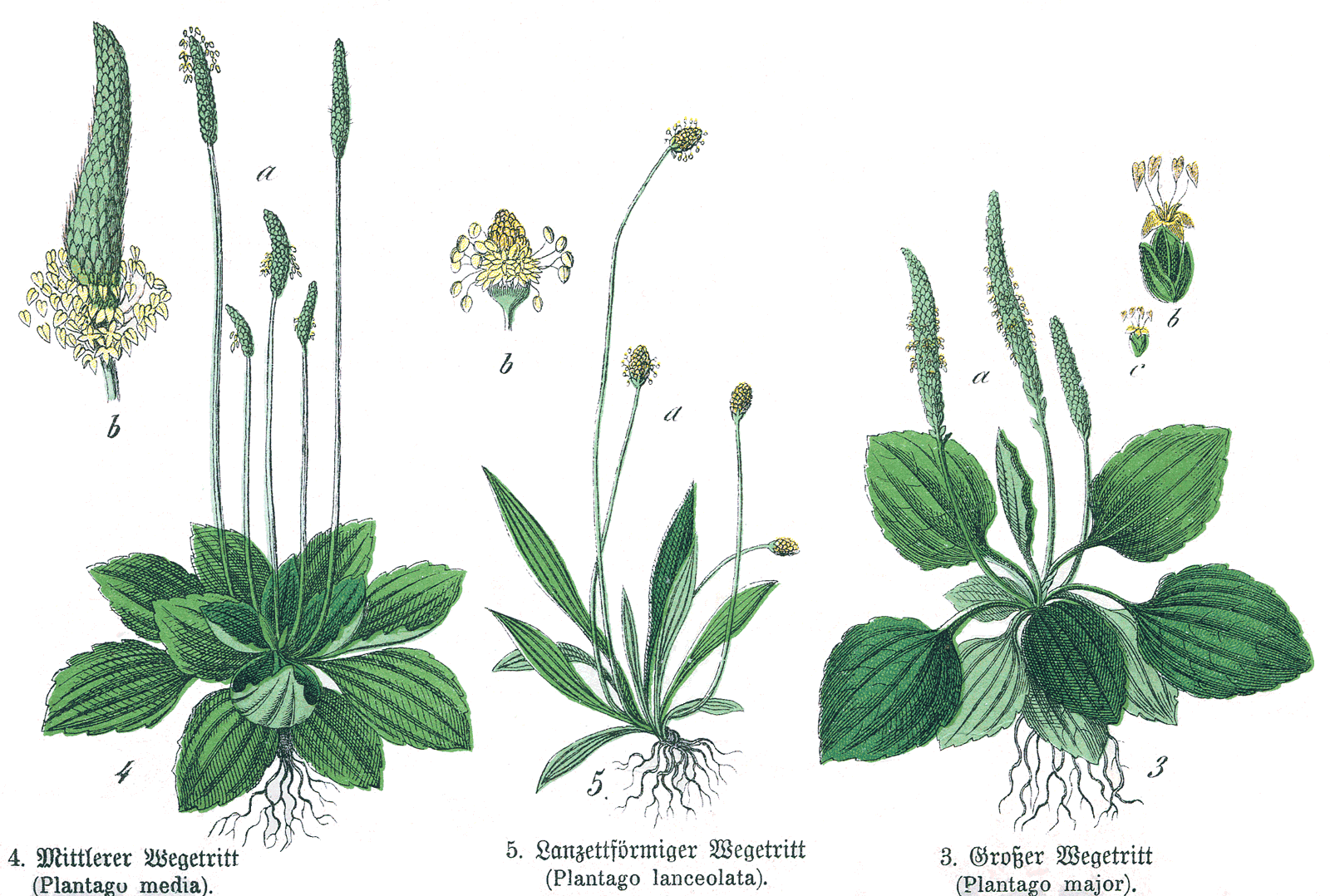
Ботанічна ілюстрація з книги Г. Г. Шуберта (Gotthilf Heinrich von Schubert) «Naturgeschichte des Pflanzenreichs»

Подорожники ростуть в помірних і субтропічних поясах Європи, Азії, Африки і Америки. Найвідоміші: подорожник середній (Plantago media), подорожник великий (Plantago major) і подорожник ланцетолистий (Plantago lanceolata) — багаторічні трави. У Закавказзі і Середній Азії зустрічається подорожник блошиний (Plantago psyllium) — витка трав'яниста рослина до 40 см заввишки.
Зустрічаються уздовж доріг (звідси й назва), на засмічених місцях, пустирях, в степах, на луках, пісках.

## Біологічний опис
Зазвичай мають коротке кореневище, обсаджене тонким шнуроподібним корінням.
Листки зібрані в прикореневу розетку, черешкові.
Квітконоси прямостоячі, безлисті. Деякі види квіткових стебел гіллясті, облиствені. Квітки дрібні, непоказні, зібрані в густий кінцевий колос або головку.
Плід — багатонасіннева коробочка. Запилення відбувається за допомогою вітру.

## Види
Рід налічує понад 150 видів. Ті види, що позначені зірочкою (*), поширені в Україні.
- Plantago altissima L. — Подорожник найвищий*
- Plantago afra L.
- Plantago albicans L.
- Plantago amplexicaulis Cav.
- Plantago arenaria Waldst. & Kit. — Подорожник піщаний = [syn.  Plantago indica L. — Подорожник індійський] = [syn.  Plantago scabra Moench — Подорожник шорсткий]*
- Plantago argyrea E.Morris
- Plantago aristata Michx.
- Plantago asiatica L.
- Plantago atrata Hoppe — Подорожник почорнілий*
- Plantago australis Lam.
- Plantago cordata Lam.
- Plantago cornuti Gouan — Подорожник Корнута*
- Plantago coronopus L.
- Plantago debilis R.Br.
- Plantago depressa Willd. = [syn.  Plantago tibetica Hook.f. & Thomson]
- Plantago dubia L. — Подорожник сумнівний*
- Plantago elongata Pursh
- Plantago erecta E.Morris
- Plantago hawaiensis (A.Gray) Pilg.
- Plantago helleri Small
- Plantago hookeriana Fisch. & C.A.Mey.
- Plantago lagopus L.
- Plantago lanceolata L. — Подорожник ланцетолистий*
- Plantago macrocarpa Cham. & Schltdl.
- Plantago major L. типовий[5] — Подорожник великий*
- Plantago maritima L. — Подорожник морський
- Plantago maxima Juss.& Jacq. — Подорожник найбільший*
- Plantago media L. — Подорожник середній*
- Plantago neumannii Opiz — Подорожник Неумана*
- Plantago ovata Forssk.
- Plantago patagonica Jacq.
- Plantago princeps Cham. & Schltdl.
- Plantago rhodosperma Decne.
- Plantago rugelii Decne.
- Plantago salsa Pall. — Подорожник солончаковий*
- Plantago sempervirens Crantz
- Plantago serraria L.
- Plantago subnuda Pilg.
- Plantago schwarzenbergiana Schur — Подорожник Шварценберга*
- Plantago tenuiflora Waldst. & Kit. — Подорожник тонкоколосий*[syn.  Plantago pusilla Nutt.]
- Plantago uniflora L.
- Plantago virginica L.

## Практичне застосування

### У медицині
Подорожник великий і подорожник блошиний — цінні лікарські рослини, навіть введені в культуру. Подорожники мають кровоспинну, протизапальну і ранозагоювальну дію — відомо, що листки цієї рослини прикладають до рани для швидкого загоєння, а також для витягування гною з чиряків. Крім того в листках і плодах подорожників багато слизу, і препарати з них добре діють на шлунок і кишечник, знімаючи запалення і обволікаючи, тобто мають при цьому протизапальну, а не проносну дію.

### У харчуванні
Листки багаті на калій, лимонну кислоту, містять глікозид аукубін, ферменти інвертин та емульсин, гіркі дубильні речовини, алкалоїди, вітамін C, каротин. Насіння має 15-20 % жирної олії.
У Швеції, Норвегії, Фінляндії та на Кавказі молоді листки подорожника використовують на салати. Листя має гіркуватий присмак. Нерідко їх квасять про запас як смачний та поживний овоч, що допомагає від головного болю внаслідок алкогольного отруєння та при хворобах шлунку. Листя та насіння подорожника придатні для приготування перших страв. З молодих листків готують здебільшого зелені юшки та бульйони. Підсмажене й розтовчене насіння подорожника дає білясто-коричневе борошно, з якого готують засмажку для юшок, приправу для соусів, підлив.
Зубчасті листя подорожника перистого (Plantago coronopus) в ряді європейських країн використовують як овочеву рослину і, вирощуючи його на городах, готують з нього вітамінні салати.
В Якутії та на Далекому Сході місцеве населення збирає насіння подорожника на зиму й використовує після обробки як крупу для каш.
В Якутії насіння подорожника квасять разом з молоком і використовують потім як присмаку до м'ясних та рибних страв.